# Myadoropsis wairua
Myadoropsis wairua är en musselart som beskrevs av B.A. Marshall 2002. Myadoropsis wairua ingår i släktet Myadoropsis och familjen Myochamidae. Inga underarter finns listade i Catalogue of Life.